# 타오-클라르제티

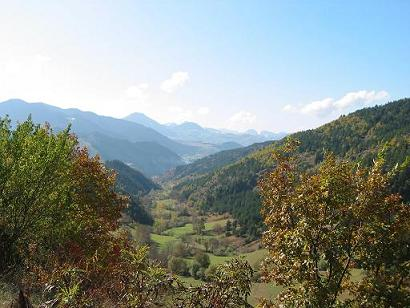
타오-클라르제티

타오-클라르제티(조지아어: ტაო–კლარჯეთი, 영어: Tao-Klarjeti)는 남 캅카스의 "조지아 계곡"에서 북 캅카스의 소캅카스까지 뻗어나가는 조지아 땅에서 처음에는 두개의 가장 중요한 주들의 이름들만 있던 오늘날 북동 터키를 구성하는 에르주룸, 아르트빈, 아르다한과 카르스로 분할된 역사상의 남서부 조지아 공국들의 역사를 현 시대에서 기술할 때 사용되는 인습적인 용어이다.
역사적으로, 부속 주들을 포함하는 지역 : 아르시나이 산(터키, 야르니즈캄 다그란)은 타오/타이크, 클라르제티와 샵세티이고, 동쪽으로는 삼츠케, 에루셰티, 자바케티, 아르타아니와 콜라가 있다. 그 지역의 형세는 산들과 초로키(터키. 코루)의 강체계와 므츠바리(터키. 쿠라)라는 특징을 지니고 있다. 타오-클라르제티의 지리적 위치는 동부와 서부의 대제국 사이에 있었고, 제국들이 거래할 때, 그 영토를 통해서 지나갈 수 있었던 비단길의 한 줄기였다는 사실은 타오-클라르제티가 분기 효과의 변치 않는 흐름의 영향을 받게 했다. 9~11세기에, 타오-클라르제티는 이베리아의 바그라티드에 의해 통치되었고 그 지역은 1008년에 조지아 공국들이 단일 봉건주의 국가로 통일되는데 아주 중대한 역할을 하였다. 장대한 자연 경관 옆으로, 타오-클라르제티의 기념 건축물들(교회들, 수도원들, 다리들, 성곽들)은 관광객들을 끌어당기는데 일조한다. 그러나 그 건축물들을 보존하려는 아무 조치도 없어진 이래로, 많은 기념 건축물들이 절멸 직전에 있다. 그 것들은 의도적으로 파괴되는 실상에 놓이기도 한다. (예를 들어, 오피자와 트베티)

## 역사

### 초기
그 지역의 역사는 기원전 3000년 전으로, 즉, 쿠라아락사스 문화로 알려진 청동기 시대로 거슬러 올라간다. 기원전 제1천년기에, 그 지역에는 몇 명의 최초 조지아인 사람들이 대개 거주하고 있었고, 그 사람들은 디아오키, 콜키스와 이베리아 왕국으로 분할되었다.
기원전 약 302년경, 그 영토들은 고대 파르나바즈 1세가 통치하는 이베리아 왕국으로 흡수되었고, 그 뒤로 몇몇 나라들에게 점유 당하여 합병되었다.
이베리아와 아르메니아가 속국들 전체에 걸쳐 경쟁할 때 그 지역은 7세기에 아랍에게 침범 당하여 완전히 파괴되었다.

### 9~11세기 국가들의 타오-클라르제티

타오-클라르제티의 공국들과 주변 영토들

조지아의 왕자(에리스므타바리)인 바그라티오니 가의 아솟 1세가 클라르제티를 아랍의 점령에 대항하는 그의 전투 기지로 만들었다. 813년에는 타오-클르제티에 새 시대가 시작되었다. 그는 비잔틴의 종주권을 인식하여, 쿠로팔라테스의 칭호를 얻었고, 조지아 공국을 확립하였다. 조지아의 왕은 비잔틴에게 이베리아의 쿠로팔라타테(쿠로팔라티나테)로 알려졌다. 아솟은 아랍의 지배로부터 타오, 코라, 아르타니와 샤브셰티의 주변 영토들과 몇몇 다른 작은 땅들도 다함께, 점진적인 해방을 위하여, 거기에서 아랍과 싸웠다. 그는 그 영토들에서 조지아의 재정주를 촉진하였고, 클라르제티에서 중요한 조지아의 성직자인 그리고르 칸드즈테리(칸드즈타의 그레고리우스, 759~861년)에 의해 입문된 수도자들의 생활을 후원했다. 오랜 시간 동안, 그 지역은 문화)적인 은신처와, 조지아의 가장 중요한 종교 중심지 중에 한 곳이 되었다.
아솟의 후계자들은 카르틀리의 영토를 지키기 위하여 전투를 계속했고, 또한 동 조지아(에그리시)와, 압하지아 왕조, 아랍의 트빌리시의 토후국과, 카케티(동조지아에 있던 왕국)과 아르메니아와 통지자들과도 경쟁했다. 그러나 공국에서의 드물지 않은 내부불화는 중요한 지장이 되었다. 다비트 1세 쿠로팔라테스(876~881년)의 암살이 뒤따른 시민전쟁은 아다르나세 1세의 주된 경쟁자, 다비트를 나스라가 살해함으로 아다르나세 1세(881~923년) 에게 승리를 가져다 줬고, 888년에 그가 조지아의 왕으로 왕위에 오르도록 허락했다. 아다르나세의 아들 다비트 2세 마기스트로스(923~937)의 통치 기간동안에, 조지아는 비잔틴의 침략에 대항하여 막아내기도 하였고, 그 난관은 그들이 성공적으로 해결한 것 같았다. 그러나 바그라티오니 가는 타오와 카르트벨리아의 왕의 칭호를 유지하며, 다른 가문은 클라르제티를 통제하고, 또 다른 가문은 명목상 왕의 군주권을 지명하여 승인하는 3 부류의 가문으로 분리되어 그들의 왕국의 통합하는데 실패했다, 카르트벨리아 왕국은 타오 왕권에 더하거나 덜 의지하는 몇몇 다른 소군주국들도 포함했다.

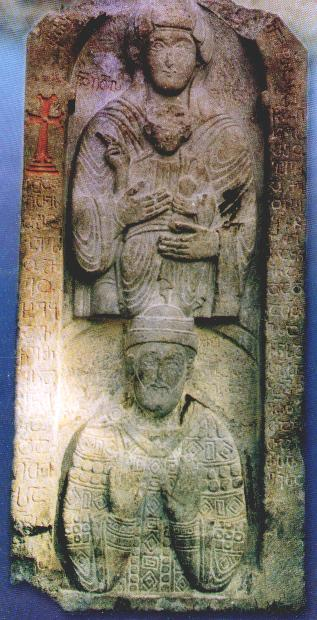
오스키 수도원의 다비트 3세 쿠로팔라테스를 묘사한 조각품

958년에, "검소한" 바그라트 2세 레구에니(858~994년)는 조지아의 왕위에 오르게 되었고 남타오를 승계했다. 반면에 다비트 3세(961~1001년)은 쿠로팔라테스의 칭호를 받았고 소유지로의 북타오를 얻었다. 단지 지배자이고 교회의 후원자인, 다비트는 반역자 비잔틴의 귀족 바르다스 스클레로스(976~979년)를 무찌르기 위해서 비잔티움 황제 바실 2세와 동맹을 맺었고, 다비트는 광대한 영토를 보상으로 받아 남부 캅카스의 가장 강력한 지배자가 되었다. 그의 왕국은 반 호수를 끼고 있는 개별의 조지아와 아르메니아 공국들을 포합했다. 모든 지지아 영토들을 통합하려는 강력한 의향을 지닌 그는 바그라트 레구에니의 손자이며, 함하지아의 예상 후계자이기도 한 바그라트 왕자(나중에 바그라트 3세가 됨)를 양자로 들였다. 다비트는 그를 카르틀의 보좌 왕좌로 임명했고, 압하지아의 왕좌에 앉혔으며, 바그라트의 부친을 도왔다. 검소한 바그라트가 죽음으로, 구르겐은 두 왕국의 통치자가 되었으며 또 다른 두 조지아 왕국의 예상 후계자가되어, 카르트벨리아의 왕중왕으로 왕위에 올랐다. 유일한 차질은 987~989년에 비잔틴 제국과의 성공하지 못한 충돌로 다비트는 그가 죽을 때 그의 통치권을 황제 바실 2세에게 양도하는데 동의하기를 강요 받았다. 그러한 반대의 상황에도 불구하고, 1008년에 그의 부친이 죽고, 바그라트는 통일 조지아 왕국(공적으로는 조지아와 압하지아의 왕국으로 불림.)의 첫 번째 통치자가 될 수 있었다.

### 후기
그 지역은 조지아의 영토로 계속 남아있었고 1551년에 오스만에 의해 정복되기 까지, 삼츠케-사아타바고의 왕자에 의해 관리되었다. 그들의 통치 기간 동안에, 이슬람화 정책이 시행되었고 많은 기독교 성당들이 모스크로 개조되었다. 1877~1878년 러시아-튀르크 전쟁의 결과로 인해, 대부분의 타오-클라르제티아의 영토들은 러시아 제국에게 마지못해 양도되었다. 그러나 1918년에 러시아 공화국이 함께한 브레스트-리토프스크 조약으로 터키가 되돌려 받았다. 오스만은 제1차 세계 대전에서 패배함으로 새로 생성된 조지아 민주 공화국이 그 지역의 통제권을 되찾도록 허용했다. 하지만 조지아 공화국은 1921년 소련군의 침공으로 얼마못가 붕괴되었고, 동시에 터키가 다시 차지하게 되었다. 소련과 터키 정부는 1921년 3월 16일에 모스크바 조약을 통해 양도권을 승인했다.

## 건축
중세 조지아 건축의 여러 가지 기념 건축물들 :
버리고 떠나고 개조된 수도원들, 다리들과 성곽들이 그 지역을 가로질러 잔재해 있다.
잘 알려진 건축물들로는 카후리 수도원,(터키. 하호/바그바시), 오스키(터키, 오스크 반크/카므리야막) 성당, 이슈하니 (터키. 이산), 바나(터키. 페넥), 파르크하리(터키. 바르할/알티파르막), 돌리스카나(터키, 올리샤네/하마므리코이), 호트크타 에크레시아(터키. 도르트키리세), 오피자(터키. 바그실라), 그리고 트베티(터키, 세비즐리)가 있다.

## 타오-클라르제티의 바그라티드 통치자들

### 이베리아 바그라티드의 카르틀리-계열
- 아쇼트 1세 쿠로팔라테스(8세기 끝무렵/813~826년)
- 바그라트 1세 쿠로팔라테스(826~876년). 공동 통치자들 : 아다르나세(830년~약 870년)와 구아람 맘팔리(882년 죽음)
- 다비트 1세 쿠로팔라테스(876~881년)
- 아다르나세 1세 쿠로팔라테스(881~923년). 조지아의 왕(888~923)
- 다비트 2세 마기스트로스(923~937년)
- 아쇼트 2세 쿠로팔라테스(937~954년)
- 숨바트 1세 쿠로팔라테스(954~958년)
- 바그라트 2세 레구에니, "검소한"(958~994년)
- 구르겐, 왕중왕(994~1008년)
- 바그라트 3세 978년부터 압하제티(압하지아)의 왕, 연합된 조지아 왕 (1008~1014년)

### 이베리아 바그라티드의 타오-계열
- 구르겐 1세 맘팔리(약 870년~891년)
- 아다르나세, 에리스타브트 에리스타비(891년-896년)
- 아쇼트 쿠히, 에리스티브트 에리스타비 (896년/908~918년)
- 구르겐 2세 대제 (918-941년)

### 타오의 두 번째 왕가
- 바그라트 마기스트로스(945년 죽음)
- 아다르나세 2세 쿠로팔라테스(945~961년)
- 바그라트, 에리스타브트 에리스타비(961~966년)
- 다비트 3세 쿠로팔라테스(966~1000년)

### 이베리아 바그라티드의 클라르제티-계열
- 숨바트 1세 맘팔리, 대왕(약 870년~889년)
- 바그라트 1세(889~900년)
- 다비트 1세(889~943년)
- 숨바트 2세(943~988년)
- 다비트 2세 (988~992년/993년)
- 숨바트 3세 (992년/993~1011년)
- 구르겐 (1012년 죽음)

## 참고 문헌
- Stephen of Taron: Histoire Universelle par Etienne Asolik de Taron, transl. F. Macler, 2e partie, livre III (888-1004), Paris 1917
- Constantine Porphyrogenitus: De Administrando Imperio, ed. G. Moravcsik and R.J.H. Jenkins, Dumbarton Oaks 1967
- Aristakes Lastivert: Recit des malheurs de la nation armenienne, transl. M. Canard and H. Berberian, Brussels 1973
- John Scylitzes: Ioannis Scylitzae Synopsis historiarum, ed. I. Thurn, Berlin ? New York 1973
- Elishe: History of Vardan and the Armenian War, transl. R.W. Thomson, Cambridge, Mass. 1982
- The Life of Kartli: Das Leben Kartlis. Eine Chronik aus Georgien. 300-1200, ed. G. Pätsch, Leipzig 1985
- Life of John and Euthymius: B. Martin-Hisard, “La Vie de Jean et Euthyme: le statut du monastère des Ibères sur l'Athos”, Revue des Études Byzantines 49 (1991), 67-142
- Yahyā ibn Sa‘īd al-Antākī: “Histoire de Yahya-Ibn-Sa‘ïd d’Antioche”, ed. and transl. I. Kratchkovsky and A. Vasiliev, Patrologia Orientalis 18 (1924), 700-833
  - “Histoire de Yahya-Ibn-Sa‘ïd d’Antioche”, ed. and transl. I. Kratchkovsky and A. Vasiliev, Patrologia Orientalis 23 (1932), 347-520
  - “Histoire de Yahyā ibn Sa‘īd d’Antioche”, ed. I. Kratchkovsky, transl. F. Micheau and G. Troupeau, Patrologia Orientalis 47 (1997), 373-559
- Giorgi Merchule: Georgi Mertschule. Das Leben des Grigol von Chandsta, transl. S. Sardshweladse and H. Fähnrich, Jena 2000
- Yovhannes Drasxanakertci: Histoire d'Arménie, transl. P. Boisson-Chenorhokian, Leuven 2004
- Bruno Baumgartner, Studien zur historischen Geographie von Tao-Klarjeti, PhD-Dissertation, 2 Volumes, Vienna 1996 ("Studies on the historical Geography of Tao-Klarjeti", in German)

## 같이 보기
- 조지아의 역사
- 캅카스 이베리아
- 아르메니아의 역사
- 카르틀리
- 마미코니아
- 타이크
- 이베리아의 테마